# Alpines Klima (Österreich)

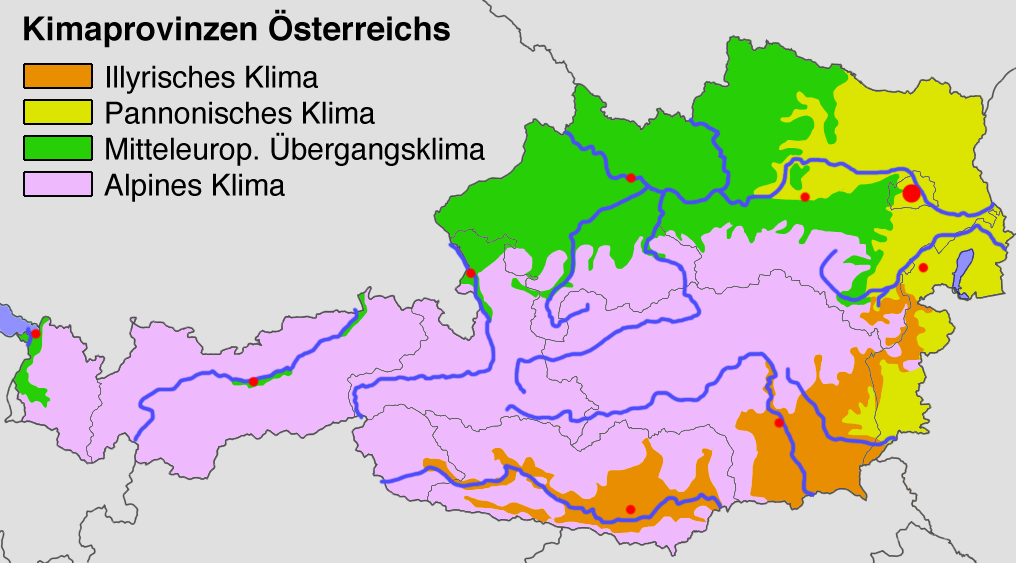
Die „klassisch“ österreichischen Klimaprovinzen

Das Alpine Klima oder Alpenklima ist eine der vier nationalen Klimaprovinzen Österreichs, die charakteristisch für das zentrale Hochgebirge der Alpen ist. Entscheidend sind die Gebirgsklimate der verschiedenen Höhenstufen der Alpen von den planar-kollinen Tälern und Becken gipfelwärts über die montanen Hänge zur Waldgrenze in die alpine und schließlich nivale Höhenstufe
Achtung Verwechslungsgefahr: Alpines Klima bezieht sich im Allgemeinen nur auf die baumfreie Mattenregion aller Hochgebirge, während die gleichnamige österreichische Klimaprovinz alle Höhenstufen der Alpen umfasst!
Allgemein zeichnet sich das Alpenklima durch kurze, relativ kühle Sommer und lange schneereiche Winter aus. Bis auf von Bergen abgeschirmte Lagen (z. B. Inn- und Ötztal, Stubaital) sind die Niederschläge zu allen Jahreszeiten überall reichlich. Typisch sind Kaltluftseen im Winter und oft eine herbstliche Hochdrucklage („Altweibersommer“).
Die Höhenlage beeinflusst vor allem die Temperatur, wobei das Absinken kalter Luftschichten sehr tiefe Temperaturen in den alpinen Becken bewirken kann. Von West nach Ost nimmt der atlantische Einfluss ab, wobei die Nord- und Zentralalpen für die Nordwestströmungen eine Wetterscheide bilden. Dies ist erkennbar an abnehmenden Niederschlägen und höheren Temperaturschwankungen.
Im Vergleich zu den international üblichen Klimaklassifikationen gibt es kein zusammenfassendes Alpenklima wie nach den österreichischen Klimaprovinzen. Nach Köppen & Geiger herrscht in den Tälern entweder das kontinentalere „Eichenklima“ oder das atlantischere „Buchenklima“. Die montanen Berghänge werden als „Birkenklima“ ausgewiesen, die alpine Region oberhalb der (natürlichen) Baumgrenze (nicht die anthropogen geformten Almenregion) als „Tundrenklima“ und die (sehr kleinen) vergletscherten Gipfelregionen als „Frostklima“. Die Troll-Paffen-Klassifikation zeigt den Klimatyp III.3 (Subozeanisches Waldklima), wobei der eigentliche Hochgebirgsraum von der Klassifikation ausgenommen ist. Im Gegensatz zu diesen effektiven Klassifikationen, deren Grenzziehungen aus definierten thermischen und hygrischen Werten entstehen, wurden die Grenzen zwischen den Klimaprovinzen aus der naturräumlichen Gliederung Österreichs abgeleitet.